# Shamchaurasi
Shamchaurasi is een nagar panchayat (plaats) in het district Hoshiarpur van de Indiase staat Punjab. 

## Demografie
Volgens de Indiase volkstelling van 2001 wonen er 4.221 mensen in Shamchaurasi, waarvan 52% mannelijk en 48% vrouwelijk is. De plaats heeft een alfabetiseringsgraad van 69%. 